# Muixeranga

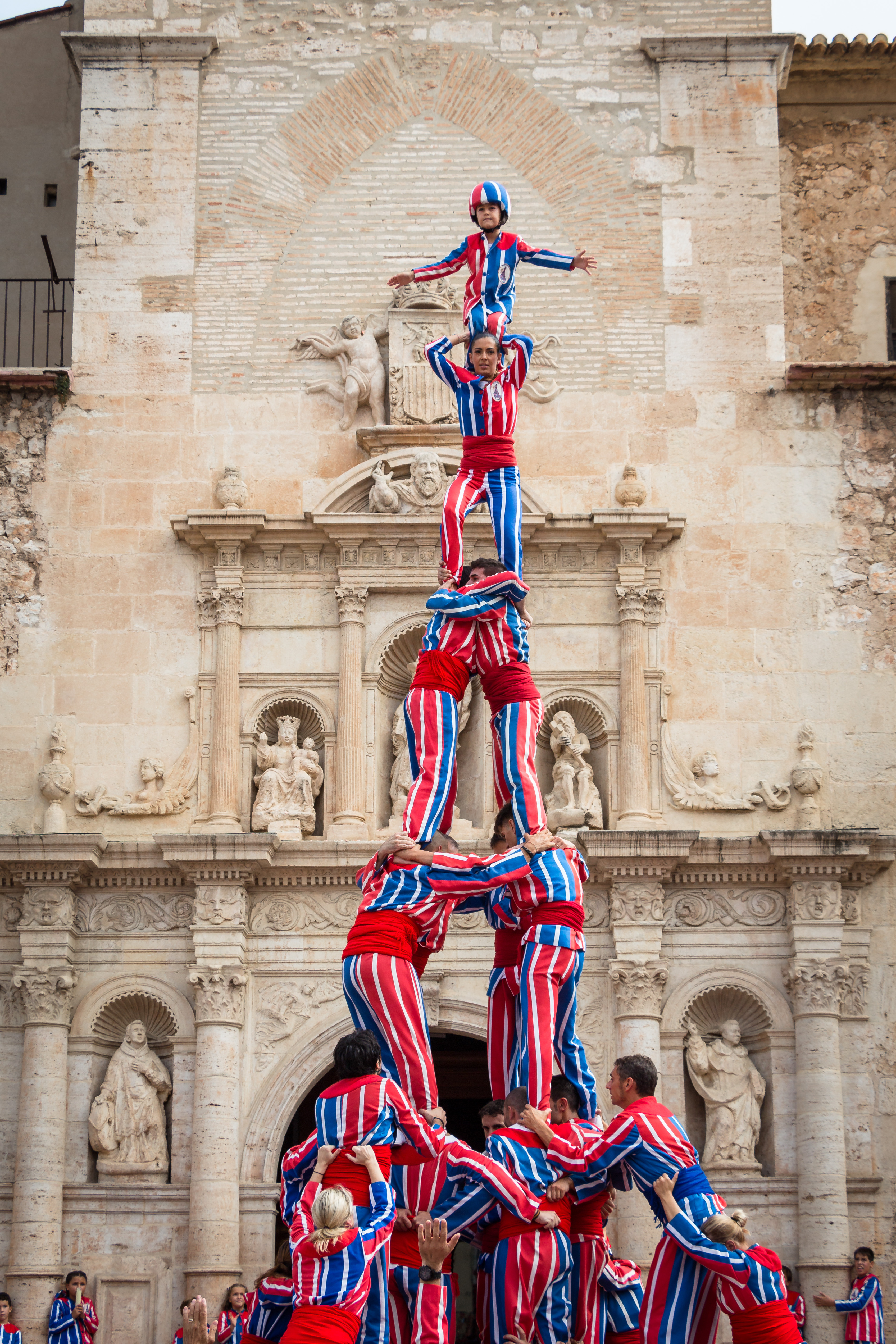
Muixeranga en Algemesí, durante las Fiestas de Nuestra Señora de la Salud

La muixeranga (pronunciación en valenciano: /mu(j)ʃeˈɾaŋga/ (escucharⓘ)) es un elemento festivo tradicional de algunos pueblos de la Comunidad Valenciana (España) que combina componentes acrobáticos, coreográficos, religiosos y burlescos. El término muixeranga es polisémico, y se utiliza para hacer referencia a la tradición propiamente dicha, a los grupos que la practican, a las figuras que se forman e incluso a la música que la acompaña.
El principal sitio de conservación de la muixeranga fue la localidad valenciana de Algemesí, donde en 1973 se crea Amigos de la Muixeranga, punto desde donde el movimiento muixeranguero revivió. En 1973, además de en Algemesí, sólo había muixerangas en Forcall -con periodicidad anual- y en Titaguas -cada siete años-. En otros pueblos la actividad se había detenido recientemente: en La Alcudia en 1954, y a inicios del siglo XX en la Ollería y Carcagente.
La Muixeranga algemesinense está considerada el antecedente histórico de los castellers catalanes. Allí se conoce como el "ball dels valencians". La muixeranga se diferencia de los modernos castellers en que en la muixeranga la altura de las torres humanas no es el elemento crucial y se realizan diversos tipos de danzas. Si bien la teoría nos dice que los castillos y la muixeranga tienen un origen común en las mojigangas, los primeros se habrían especializado en las torres humanas propiamente dichas y las segundas se habrían preservado fieles al cuadro plástico.

## Origen
La primera cuestión a mencionar vendría constituida por las opiniones que hay respecto del nombre. Por una parte, hay opiniones documentadas sobre que en 1947 defendían la procedencia del nombre de la palabra árabe mochain, con el significado de enmascarado o encapirotado. Por otra, hay quien piensa que recibe el nombre genérico para ser la primera danza que aparece abriendo marcha, en recuerdo de los antiguos desfiles y procesiones o fiestas públicas -Moixigangues, de la que muixeranga sería una deformación posterior -, con comparsas y gente disfrazada, que se celebraban con motivo de algún acontecimiento remarcado.
Es posible que el origen de las figuras esté relacionado con los acróbatas del Magreb, ya que la cultura musulmana se mantuvo en algunas comarcas del Reino de Valencia hasta 1609. También es conocido que el Ball de Valencians de Valls, derivado de muixerangas, que ya  se menciona en Tarragona en el año 1692, evolucionó a lo largo del siglo XIX hasta convertirse en los castellers.
Las más antiguas crónicas escritas que vinculan la muixeranga con Algemesí datan del primer tercio del siglo XVIII, pero por su constante y firme presencia muy bien puede pensarse en un origen mucho más antiguo. Según las referencias de crónicas, la fecha de 1724, celebración de las primeras fiestas solemnes en honor de la Virgen de la Salud, podría ser la más antigua que la vincula a la Fiesta; pero si se tiene en cuenta la constatación documental de los Libros de Cuentas de la Villa, desde 1733 y desde entonces ya con cadencia anual en liquidar el sueldo a los dulzaineros que tocaban en la Fiesta, este es el más exacto hito cronológico.
La tradición de los palos de pollo, consistente en hacer torres humanas para llegar a un pollo u otro premio situado a una cierta altura, tiene semejanzas con la muixeranga y está documentada desde 1796. Comparte con la muixeranga algunas características, como celebrarse coincidiendo con fiestas religiosas (domingo de Ramos en Poliñá de Júcar, San Roque en Chiva, San Antonio en Calles), pero también hay diferencias, como la existencia de premios (pollo, jamón, fruta), que las figuras no son técnicas, sino espontáneas; que no hay ensayos ni grupos formales ni maestro. En algunas poblaciones, como las Almoines o Poliñá de Júcar, cada persona no puede participar en el palo más que una vez en la vida. En Chiva consideran que su torre es una muixeranga.
Está documentado que en Torrente ya se hacían moixigangues en 1838 en medio de las cabalgatas, formadas por 16 personas. También en Gandía desde 1875 y en Sueca en 1798.

## Difusión, evolución y extensión geográfica

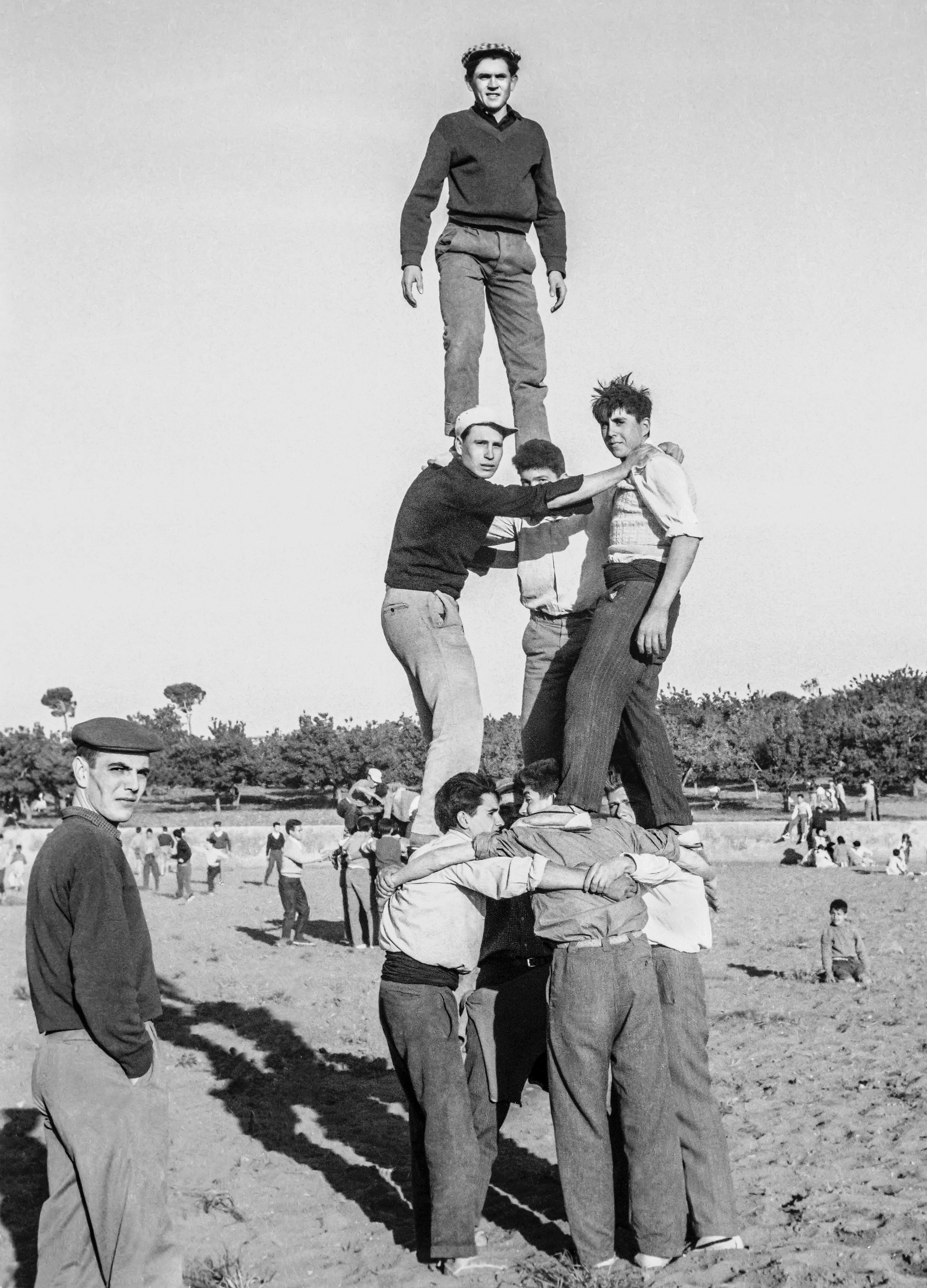
La muixeranga en la Ribera Alta, en 1960

Arraigada en tiempos pretéritos en la comarca de la Ribera del Júcar, Algemesí tiene el honor de haberla conservado, y recibe el homenaje de reconocimiento constante por parte de los componentes de los grupos castellers de algunas comarcas de Cataluña. Hay estudiosos que creen en la posibilidad de que se extendiera por algunos puntos concretos de las comarcas del sur de esta región española con el nombre antiguo de Ball de Valencians, que está registrado que se utilizaba.
Además de Algemesí, también se han encontrado noticias de muixerangues a otras partes de la Comunidad Valenciana, como Alcoy, Alcira, Bellreguart, Carcagente, Castellón de la Plana, Liria, Nules, Requena, Sagunto, Silla, Segorbe, Torrente, Valencia y la Vall de Uxó.
La tradición de Els Negrets de l'Alcúdia se conoce desde 1767. Se hablaba también en 1892, y se tiene constancia de una actuación en 1954. De manera intermitente, la actividad continuó entre 1984 y 2002, pero su recuperación llegó en 2004. La costumbre original hacía que una de las características de Els negrets fuera de ir de parranda, una costumbre perdida pero que ha llevado a que no se les permita actuar en la procesión solemne de la Virgen del Oreto, sólo en su vigilia. Al baile participan ocho negritos, que empiezan forman dos filas pero que cruzándose de diversas maneras hasta formar un círculo. Los ritmo lo marca una canción tocada con dulzaina y tamboril. La canción tiene una letra que sólo se canta a los ensayos, que evoca de forma burlesca un entierro. Los danzantes hacen una especie de torre de tres pisos (4 + 3 + 1) llamada campana para que el niño, después de saludar, se descuelga para bajar colgando como el badajo de una campana.
Ball de Varetes de Forcall, en las fiestas mayores del Forcall, a finales de agosto y principios de septiembre, se bailan varios bailes: de varetes, aretes, danzantes, gitanetes y otros, que desfilan por el pueblo acompañantes por un único grupo de dulzaineros, de manera que los diversos grupos bailan al ritmo de una misma música. Los varetes hacen la torre y los danzantes la piña. Un niño sube a lo más alto.
En Gandia se han encontrado noticias de la presencia de muixerangues durante el siglo XIX, e informaciones de 1875 hablan de un baile de muixeranga de veinte adultos y un niño, vinculados al gremio de los constructores. Es por esta razón que la muixeranga formada en la Safor 2002 tomó el nombre de "la Construcción de la Safor", aunque ha adoptado influencias de los castillos catalanes, del baile de valencianos de Tarragona, del "Ball dels Locos de l'Olleria", y ha recuperado el baile de la fuerza de Bellreguard.
En Ollería habían levantado torres humanas anualmente, una tradición que se discontinuó en 1918 y que se perdió en los años treinta. Lo que quedaba de esta tradición era una comparsa festiva, los Locos del Olleria. Algunos de sus miembros asistieron a actos castellers en Mallorca en 1995 y de vuelta al pueblo encontraron el testimonio de un octogenario que recordaba la antigua fiesta, los bailes y la música. Estas circunstancias facilitaron la reanudación de la tradición del baile de locos en 1996. Como característica propia de la Olleria destaca el uso de cachetes (bastones).
En Peñíscola, por la fiesta mayor de la Virgen de la Ermitana, se levanta un pequeño castillo de tres pisos (3 + 3 + 1). Cuando éste se baja, se forman cuatro pilares de dos, que se encaminan hacia la iglesia para saludar a la Virgen. Después salen y dan vueltas por la plaza, compitiendo para ver cuál es el que aguanta más tiempo. Las noticias sobre esta tradición se remontan a 1677 y 1746.
La Mojiganga de Titaguas es una danza de diez composiciones. Cinco son religiosas y cinco profanas. Algunos autores (Seguí, Buezo, Miralles, Bertran y Frechina) coinciden en considerar las composiciones profanas como añadidas. Por otra parte, las composiciones religiosas se consideran meritorias desde un punto de visto gimnástico, hasta el punto de que algunas incluyen dansants haciendo el pino. Tradicionalmente, la mojiganga se bailaba por el carnaval, la fiesta mayor de enero y en las fiestas de septiembre. Pero su presencia en quedado reducida a las fiestas gordas, que se celebran cada siete años.
A Chiva al terminar la fiesta de los toros (fiesta del torico) levantan algunas torres de tres pisos de forma improvisada. El número de personas en cada piso es variable y las estructuras, alturas sin ensayo previo, son bastante inestables.
Sobre la presencia de muixerangues en otros pueblos del antiguo reino de Valencia, cabe citar Vinaroz, las Marinas Alta y Baja, Campo de Alicante y otros lugares.
En enero de 2018 se constituyó la primera federación de muixerangues en Algemesí: la Federación Coordinadora de Muixerangues.

## Elementos comunes

### Las Figuras
Las figuras muixerangueras son el conjunto de figuras que puede realizar una colla muixeranguera. Normalmente estas figuras, o construcciones humanas, son torres que se clasifican en función de los niveles de altura que alcanzan, de esta manera hay torres de tres, cuatro, cinco y seis alturas.
Las muixerangas comparten cuatro componentes: el acrobático, el coreográfico, el religioso y el burlesco. [1]

### Acrobacia
El componente acrobático se manifiesta en el deseo de hacer torres humanas cada vez más altas o más complejas. Alcanzar la máxima altura es un hito muy importante que queda en la historia de cada muixeranga (el primer cinco, el primer seis). La competición no es una cuestión importante. En los palos de pollo es imposible comparar un grupo con otro, aunque en algunos lugares -como Calles- hay palos de hombres, de mujeres, de solteros, casados, que obviamente comparan resultados. En Peñíscola los cuatro  "gegantets"  tienen por objetivo resistir más que los otros. En Chiva, los grupos improvisados compiten entre ellos. Se considera que las muixerangues son menos competitivas que los castellers, opinión que se soporta en las estadísticas de caídas.

### Coreografía
El componente coreográfico incluye el baile, presente en muchas muixerangues. En Titaguas y en Peñíscola se bailan varias danzas largas y complejas. En Forcall, los "varetes" hacen su danza y alzan la torre, mientras que otros grupos de danzantes los acompañan. En Algemesí, en Alcudia y en Alzira se baila un solo baile, corto y simple. Algunas nuevas muixerangas bailan danzas recreadas, como la danza de los cachetes del Baile de los Locos del Olleria; o el baile de la Forca de Bellreguard, que baila la Muixeranga de la Safor y que tiene un origen totalmente desvinculado de la muixeranga. Muchas muixerangas creadas recientemente no realizan ningún baile.

### Religión
El componente religioso se encuentra en varias partes de las manifestaciones muixerangues. En Peñíscola y el Forcall, los participantes recitan loas de contenido religioso.
Algunas de las figuras tienen una interpretación religiosa. Es el caso de la fuente (que representa la fuente de la salud), el entierro (la dormición de María), la maría (la ascensión). La morera refiere al árbol donde la tradición dice que se encontró la imagen de la Virgen de la Salud de Algemesí. Estas referencias marianas conectan con las antiguas mojigangas religiosas que narraban la vida de María.
A Titaguas también se hacen figuras propias de carácter religioso.
Una crítica a la interpretación religiosa del origen de las muixerangues proviene del hecho de que la sociedad donde se originaron no era necesariamente cristiana, sino muy probablemente musulmana -cuestión que se soporta también en la comparación con las tradiciones magrebines- de manera que es posible que las figuras que se interpretan como retablos cristianos tengan otro origen.

### Componente burlesco
La vertiente cómica de la muixeranga la encontramos en el aspecto y en el comportamiento de los miembros de ciertas muixerangues tradicionales. La vestimenta menudo es irregular, como llevar un calcetín blanco y otro negro (Ollería y Titaguas). En Algemesí se considera que los muixeranguers van vestidos de locos.
Algunas pandillas se pintan la cara de negro (los negritos), mientras que otros golpean espectador ("Ball de Locos "de Ollería) o cantan canciones haciendo burla de las autoridades o de la muerte, como "Els Negrets" de Alcudia.

## Organización
Todas las muixerangas tienen un fuerte espíritu popular, y tradicionalmente su organización era muy simple y basada en la figura del maestro. La realización de ensayos periódicos y el uso de uniformes distinguían las muixerangas de los palos de pollo.
En la época contemporánea, los grupos muixerangueros adoptan la forma de asociaciones culturales y festivas, que están legalizadas y tienen estatutos y órganos de representación. Desde 1973, con la creación de los Amigos de la Muixeranga, el movimiento muixeranguer, de primeras muy fragmentado, ha ido organizándose. En 1996 aparece el Movimiento de Recuperación de las Muixerangues. En 2000 nace el encuentro de Torres Humanas de Algemesí. Durante unos años los grupos valencianas intentaron organizarse en torno a la Federación de Muixerangues y reunieron acopios muixeranguers. El último todavía se celebró en mayo de 2009 a la Olleria. La Entidad Promotora de Muixerangues surgió en 2005. La Fiesta de la Virgen de la Salud de Algemesí fue declarada de Bien de Interés Cultural (BIC) en 2002, y en 2011 estas fiestas, que incluyen las dos muixerangas locales, fueron declaradas Patrimonio inmaterial de la Humanidad por la UNESCO.

## El movimiento asociativo muixeranguer
Según la antropóloga Nuria Fernández, durante el Modernismo -paso del siglo XIX al siglo XX- los valores tradicionales, y los gustos y preferencias de la población, cambiaron radicalmente respecto de la Renaixença. El Modernismo «fue un vendaval estético de ruptura cultural con el folclore ruralizante y nacionalista». Una de las consecuencias fue la desaparición (salvo en los casos excepcionales de Algemesí, Alcudia, el Forcall, Peñíscola y Titaguas) de las danzas y comparsas valencianas que tenían entre su repertorio las torres humanas. También el tabal y la dolçaina, acompañantes inseparables de las muixerangas, iniciaron una larga bajada.
Desde finales del siglo XIX se inició un largo proceso de éxodo rural en favor de las áreas urbanas e industriales. Este desplazamiento de población se asoció malintencionadamente con la idea de que el mundo rural era un territorio decadente sin futuro y asociado al pasado, contrapuesto a la idea de futuro y modernidad que representaban las ciudades, al tiempo que las élites urbanas renunciaban de su rica cultura popular urbana antes de la Guerra Civil. Durante la dictadura franquista creció el desprecio político y social en la ruralidad. Se prohibieron festividades paganas como las Carnaval, manteniendo las tradiciones que a criterio de la Iglesia y el resto del régimen no ponían en duda la doctrina nacional-católica y se adecuaban a la moralidad cristiana, como las manifestaciones de religiosidad popular: Titaguas y Algemesí son dos ejemplos significativos de vinculación con celebraciones marianas.
La aparición en 1973 de los Amigos de la Muixeranga en Algemesí es fruto de una necesidad imperiosa -no había otra alternativa para tener muixeranga a la fiesta- y, al tiempo, supone un cambio radical. La estructura tradicional de un maestro y de un grupo, queda suplementada por una organización formal, propia de las asociaciones. No es una fiesta rural espontánea, a la manera de Chiva o los palos de pollo, es una manifestación organizada más propia de una sociedad industrial.
Los cambios se acumulan. En 1994, los Locos de Ollería, como que sabían muy poco del viejo baile, empiezan por investigarlo -ropa, música, movimientos- y estudian también otros fenómenos similares, como los castellers. Y además, incorporan las mujeres a la actividad.
Otro fenómeno que se desarrolla en los años noventa, es la desvinculación parcial de las muixerangas del hecho religioso. Los Locos y la Nueva de Algemesí, a pesar de participar en las fiestas locales respectivas, empiezan a hacer también actividades en otras poblaciones. En 2000, nace el Encuentro de Torres Humanas de Algemesí. Ya se puede hablar de un movimiento muixeranguer más allá de una colección de fenómenos aislados.
En 2005, hubo un primer intento de Federación de Muixerangues, que desapareció en 2009. Otras iniciativas son el llamado Movimiento de Recuperación de Muixerangues o la Entidad Promotora de Muixerangues. El reconocimiento institucional se ha formalizado, entre otros hechos, con el apoyo de la Generalitat con la creación de la Federación Coordinadora de Muixerangues (FCM) en 2018.

## Lista de muixerangas
Algunos estudiosos de las muixerangas, como J. Bofarull, hacen una distinción entre muixerangues supervivientes de una tradición anterior y nuevas muixerangues aparecidas desde el resurgimiento de 1973.

### Muixerangas tradicionales
Collas de la fiesta de Algemesí
- Muixeranga de Algemesí (refundada en 1973, pero con una tradición que se remonta al menos a 1724)[1]
- Nova Muixeranga de Algemesí (fundada en 1997)[1]

Es el único caso donde dos grupos participan en una misma fiesta muixeranguera.
- Els Negrets de Alcudia. La tradición había sido conservada hasta 1954. discontinuada, se trató de recuperar en 1979 y, después, de manera exitosa en 1984.[1]
- La Mojiganga de Titaguas. Esta tradición se representa de forma septennal y aunque no siempre se ha conservado completa, nunca se perdió del todo.[1]
- Els Dansants de Peñíscola, de los que hay registros escritos desde el siglo XVII.[1]
- El Ball de Varetes de Forcall.[1]

### Nuevas muixerangas
Els Negrets de Alzira, iniciado en los años 1980 por el grupo de danzas La Catxutxa, dentro de la Cofradía de la Virgen del Lluc. El Ball dels Locos de l'Olleria. Activa desde 1996, tiene su origen en unos jóvenes del pueblo que descubrieron en 1994 la existencia de una tradición festera local perdida, que recuperaron entrevistando una mujer mayor. Muixerana de Sueca, formada en 1995. Muixeranga de la Safor, formada en 2002. Hay documentación de una muixeranga formada por veinte adultos y un niño en Gandia en 1875, aunque la aleación del siglo XXI no es una continuación de esa tradición. En 2007 la Muixeranga de la Safor levantó su primera torre de cinco alturas. Conlloga Muixeranga de Castellón, formada en 2013. En 2016 consiguió su primera alta de cinco. Muixeranga de Alicante, formada en 2014.

## Música
La danza se acompaña con una música de tabalete y dulzaina, con una tonada muy característica, de autor desconocido. Algunos sectores del nacionalismo valenciano (Joan Fuster entre otros) han querido reivindicar la música de la Muixeranga como himno del País Valenciano.